# Erythrina globocalyx
Erythrina globocalyx là một loài thực vật có hoa trong họ Đậu. Loài này được Porsch & Cufod. miêu tả khoa học đầu tiên.